# HADOPI
HADOPI (acronimo di Haute Autorité pour la diffusion des oeuvres et la protection des droits sur l'Internet) è un'istituzione francese che si occupa dell'applicazione di una parte della Loi Création et Internet n. 311 introdotta nel 2009 ed in vigore dal 2010, dedicata al diritto d'autore su Internet, una normativa che è stata al centro di polemiche in quanto prevede una "disconnessione forzata" per coloro che violano il copyright, adottando una metodologia definita risposta graduale.
Il 12 giugno 2009 è stata votata la legge n°2009-669 (HADOPI 1); essa è stata poi integrata il 31 dicembre 2009 dalla legge n°2009-1311 relativa alla protezione della proprietà letteraria e artistica su Internet (HADOPI 2).

## Generalità
L'alta autorità HADOPI ha per scopo la lotta contro lo scaricamento illegale su Internet di opere protette dal diritto d'autore. Secondo la legge, chiunque scarichi da Internet contenuti coperti da copyright, rischia fino a 3 anni di carcere e 300 000 euro di multa.
Ad ogni modo, raramente la sanzione è applicata (l'unico caso è quando la persona perseguita è responsabile di un sito di download).

## Sanzioni
Sono perseguiti gli utenti che utilizzano piattaforme di file sharing per lo scaricamento illegale (le cosiddette reti peer-to-peer). Coloro che scaricano contenuti attraverso link diretti o che utilizzano servizi di streaming, invece, non sono perseguiti.
Nel caso venga rilevato un download illegale, l’HADOPI contatta il diretto interessato tramite una e-mail di avvertimento. In alcuni casi, inizia una risposta graduale che può giungere fino ad una sanzione vera e propria.
È curioso notare, comunque, che chi riceverà questo avviso non sarà l'autore della violazione, bensì il titolare della linea di connessione ad Internet.

## Procedura
La procedura è composta da diverse fasi.

### Primo avvertimento
Una volta sollecitata dagli aventi diritto, l’HADOPI manda una e-mail di avvertimento all’indirizzo scelto dall’utente durante la sottoscrizione dell’abbonamento ad Internet. 
Dopo il ricevimento dell'e-mail, l’utente può chiedere di visionare una lista dei file che gli vengono contestati e presentare le proprie osservazioni attraverso l'apposito modulo di risposta HADOPI scaricabile on line.

### Secondo avvertimento
Nel caso di una recidiva nei 6 mesi successivi della trasmissione della prima e-mail, una seconda e-mail è mandata all’utente. Oltre a questa e-mail, egli riceve a casa propria una lettera raccomandata. 

### Terzo avvertimento
Se l’utente è nuovamente recidivo entro il termine di un anno, la Commissione lo informerà dei rischi di procedimenti penali a suo carico tramite una lettera raccomandata.  
La commissione potrà anche decidere di segnalare i fatti alla Procura e trasmetterle il fascicolo riguardante il caso. L’utente sarà allora perseguito per negligenza grave.

### Processo e multa
A seguito dell'eventuale procedimento giudiziario, il giudice avrà la possibilità di infliggere la multa prevista per le contravvenzioni di classe 5 (con ammenda penale e non ammenda forfettaria) nei confronti dell’utente. La sanzione massimale che risulta della procedura HADOPI è una multa di 1 500 euro.
A seguito della sentenza del Consiglio Costituzionale del 10 giugno 2009, fra le sanzioni non può esservi la sospensione della connessione ad Internet del trasgressore, in quanto ciò lederebbe il diritto fondamentale all'accesso all'informazione. 

## Punti di debolezza
Ci sono diversi argomenti al centro delle discussioni contro la legge HADOPI, tra cui:
- la debolezza del solo indirizzo IP come modo per tracciare il comportamento degli utenti;
- la natura sproporzionata della sanzione;
- la sanzione si applica al proprietario della linea Internet e non all’utente che ha effettivamente scaricato l’opera.

## Iter
Una prima versione della legge venne giudicata incostituzionale nel giugno 2009, ma in dicembre 2009 venne approvata una successiva versione della legge. A dicembre vennero nominati i nove membri della commissione HADOPI, mentre la legge è entrata ufficialmente in vigore in Francia il 1º gennaio 2010.
Nel gennaio 2010 è stato presentato il logo di HADOPI dal ministro della cultura Frédéric Mitterrand, ed ha suscitato scalpore che proprio esso usasse un font di proprietà esclusiva di France Télécom.